# Josef Krejci
Josef Krejci (tudi Kreci), avstrijski rokometaš, * 2. marec 1911, † ?.
Leta 1936 je na poletnih olimpijskih igrah v Berlinu v sestavi avstrijske rokometne reprezentance osvojil srebrno olimpijsko medaljo.